# Stanisław Paczyński

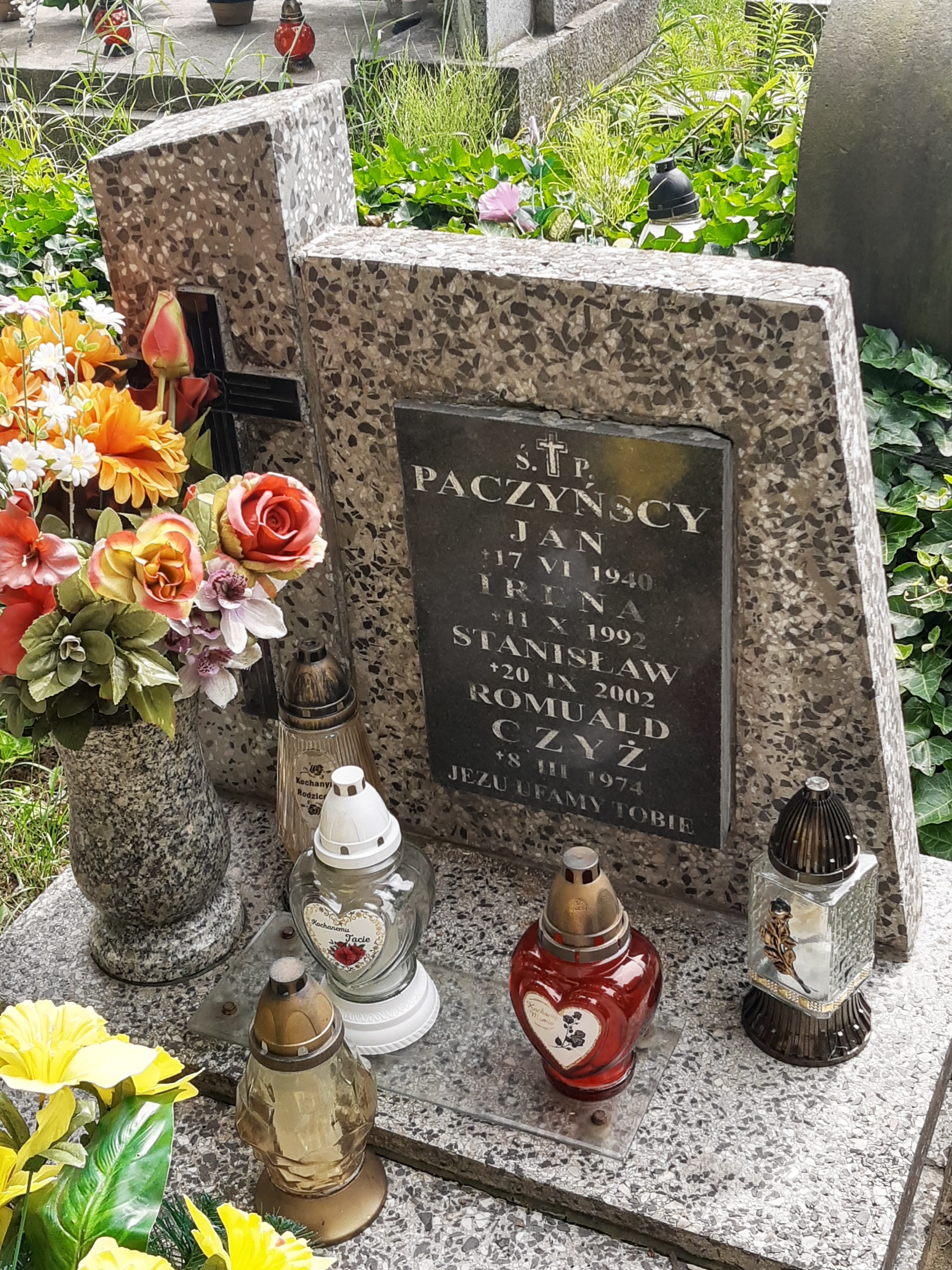
Grób Stanisława Paczyńskiego na Cmentarzu Podgórskim

Stanisław Paczyński (ur. 1923, zm. 20 września 2002) – szopkarz krakowski, z wykształcenia ślusarz. W konkursie szopek krakowskich brał udział w od 1959 do 2002 roku. Ośmiokrotny laureat pierwszej nagrody w konkursie (lata: 1962, 1973, 1974, 1975, 1978, 1981, 1982, 1992). Specjalizował się w szopkach średnich i dużych. Największa jego szopka mierzyła 380 cm. Jego dzieła znajdują się w kolekcji Muzeum Historycznego Miasta Krakowa oraz w Muzeum Etnograficznym w Krakowie i były prezentowane na wielu wystawach w Polsce i za granicą. Zostały również podarowane m.in. Janowi Pawłowi II i królowej Elżbiecie II. Był laureatem nagrody im. Oskara Kolberga (1975). 
Pochowany na Cmentarzu Podgórskim w Krakowie (kwatera Va-13-2).